# Зграда у ул. Бошка Ђуричића 10 у Јагодини
Зграда у ул. Бошка Ђуричића 10, данас Зграда музеја наивне и маргиналне уметности у Јагодини представља непокретно културно добро као споменик културе, одлуком СО Светозарево бр. 011-98/88-01 од 17. новембра 1988. године.
Зграда је саграђена 1929. године као стамбени објекат породице Ристић, једна је од најзанимљивијих и архитектонски најлепших грађевина у Јагодини. Грађена је на два нивоа, а након извршене адаптације подрумских просторија 1966. године добила је и трећи ниво. Правоугаоне је основе, зидана од камена и опеке. Кров је четворосливан, веома стрмог нагиба и покривен фалцованим црепом. Фасаде су декоративно обрађене. Венац између приземља и спрата је веома складно обрађен са низом стилизованих рељефних кринова. На простору изнад прозора на спрату су гирланде, амфоре са цвећем и флоралне метопе. Стрехе су богато декорисане белим профилисаним дрвеним елементима. Монументални дводелни улаз води у стаклени хол изнад кога је равна тераса са бетонском балустрадом. Прозори су у приземљу троделни, а на спрату дводелни. 
Данас је у згради смештен Музеј наивне и маргиналне уметности у Јагодини.